# Eumelanepalpus ruber
Eumelanepalpus ruber là một loài ruồi trong họ Tachinidae.